# Dariusz Skowroński (1955–2022)
Dariusz Tomasz Skowroński (ur. 1 grudnia 1955 w Warszawie, zm. 10 czerwca 2022 tamże) – polski menedżer i urzędnik państwowy, w latach 2003–2004 podsekretarz stanu w Ministerstwie Infrastruktury, Pełnomocnik Rządu do Spraw Budowy Dróg Krajowych i Autostrad i Generalny Dyrektor Dróg Krajowych i Autostrad.

## Życiorys
Syn Jerzego i Krystyny. Absolwent II Liceum Ogólnokształcącego im. Stefana Batorego w Warszawie (1974). W 1983 ukończył studia z ekonomii ze specjalnością ekonomika pracy na Wydziale Społeczno-Ekonomicznym Szkoły Głównej Planowania i Statystyki. W 2000 uzyskał tytuł magistra zarządzania i marketingu na Wydziale Zarządzania Uniwersytetu Warszawskiego, specjalność zarządzanie i marketing, a rok później zdobył tytuł MBA w Wyższej Szkole Finansów i Zarządzania w Warszawie.
W 1978 rozpoczął pracę w przedsiębiorstwie Budimex S.A., gdzie pracował kolejno na stanowiskach: referenta, kierownika Działu Cen, wicedyrektora i dyrektora Biura Handlowego, zastępcy dyrektora ds. współpracy z rynkami wschodnimi, dyrektora pionu budownictwa oraz zastępcy dyrektora ds. budownictwa – dyrektora marketingu i wiceprezesa zarządu–dyrektora handlowego; w 2003 i 2005 zajmował stanowisko dyrektora rynków zagranicznych. 9 lipca 2003 powołany na stanowisko wiceministra infrastruktury oraz pełnomocnika rządu do spraw budowy dróg krajowych i autostrad, a także Generalnego Dyrektora Dróg Krajowych i Autostrad. Odwołany ze wszystkich stanowisk 4 października 2004. Otworzył później własne biuro doradztwa gospodarczego i zasiadł w radzie nadzorczej spółki Unibep.
W 2002 otrzymał Srebrny Krzyż Zasługi, w 2020 odznaczony Złotym Krzyżem Zasługi za zasługi w działalności na rzecz rozwoju innowacyjności polskiego sektora budowlanego.
Pochowany na Cmentarzu Wojskowym na Powązkach.